# Ley de Responsabilidades Políticas
La Ley de Responsabilidades Políticas, promulgada el 9 de febrero de 1939 y publicada en el Boletín Oficial del Estado el día 13 de ese mismo mes, mencionada a veces por sus siglas LRP, fue una ley española dictada casi al final de la Guerra Civil. El primer gobierno de la dictadura franquista dictó la norma «reconociendo la necesidad de reconstrucción espiritual y material de la patria» e invocando que se «busca liquidar las culpas contraídas por quienes contribuyeron a forjar la subversión». La ley creaba el Tribunal Nacional de Responsabilidades Políticas cuyos dos primeros presidentes fueron Enrique Suñer Ordóñez (1939-1940) y Wenceslao González Oliveros (1940-1944). Por otro lado, la ley ha sido calificada de aberración jurídica pues castigaba conductas anteriores a su promulgación (del 1 de octubre de 1934 en adelante) y que en su momento no eran delito, violando así el principio de irretroactividad penal. Según Julián Casanova, que considera la ley «el primer asalto de la violencia vengadora sobre la que se asentó el franquismo», la Ley de Responsabilidades Políticas continuó la represión económica que ya se había iniciado durante la guerra con la creación en enero de 1937 de las comisiones provinciales de incautación y llegó a afectar a cerca del 10 por ciento de los españoles, en su mayoría obreros y campesinos con escasos recursos económicos, pero también a clases medias republicanas. Significaba la «muerte civil» pues los afectados quedaban sumidos en la más absoluta miseria. Estuvo vigente hasta abril de 1945.

## Antecedentes
Durante la guerra se aplicó un procedimiento de responsabilidad civil de los particulares para la confiscación por el Estado de sus bienes, tras un periodo inicial de incautaciones «descontroladas». Se reguló mediante el Decreto 108 de 13 de septiembre de 1936 de la Junta de Defensa Nacional y sobre todo mediante el Decreto de 10 de enero de 1937 de la Junta Técnica del Estado que creó la Comisión Central Administradora de Bienes Incautados por el Estado de la que dependían las Comisiones Provinciales de Incautación de Bienes que abrían expedientes de expropiación a los «responsables de daños o perjuicios causados a España» (es decir, a los «desafectos» según el criterio del gobernador civil de cada provincia) y a las personas condenadas en consejo de guerra por «actos y omisiones contra el Movimiento Nacional».
El procedimiento de responsabilidad civil lo iniciaba un juez instructor que convocaba al expedientado a comparecer para leerle los cargos que pesaban sobre él y para comunicarle que tenía derecho a presentar un «pliego de descargos», en el que solían negar pertenecer a ningún partido o sindicato y presentaban testigos favorables. Muchos no comparecían porque estaban en paradero desconocido, habían pasado a zona republicana, se hallaban en la cárcel o ya habían sido fusilados, pero la no comparecencia no paralizaba en absoluto el expediente que continuaba su curso. El juez instructor solicitaba informes detallados sobre la conducta política y social del encausado a las nuevas autoridades civiles y militares y a la Guardia Civil. En la solicitud el instructor preguntaba sobre

la actuación anterior o coetánea, directa o indirecta,... con ocasión del GMN Salvador de España, si han sido autores materiales o por inducción de daños y perjuicios sufridos por el Estado y particulares, con motivo de la absurda resistencia sostenida contra dicho Glorioso Movimiento, así como su actuación político-social, si han estado afiliados a algún partido del llamado frente popular o realizado actos de propaganda a su favor, o contribuido con cuotas y suscripciones a fines sociales o políticos, para el llamado subsidio pro-presos de la revolución de Asturias, Socorro Rojo Internacional u otro de clase análoga

Tras averiguar cuáles eran los bienes de que era propietario el acusado y embargarlos preventivamente, el juez remitía un resumen de sus actuaciones a la Comisión Provincial de Incautación de Bienes que era la que proponía la sanción (en muy pocos casos el expediente era sobreseído) justificándola por los daños materiales que «el Estado ha sufrido en la presente contienda» que no se hubieran producido «si el Movimiento Nacional hubiera sido acatado, como lo debió ser, por todos los españoles y a su vez esta resistencia no se hubiese producido de no haberse envenenado a la opinión con propagandas disolventes». La cuantía de las sanciones era totalmente arbitraria —en la determinación de la misma se solía tener en cuenta más que la actuación política del inculpado, las propiedades que tenía y su posición social— y en la mayoría de los casos las multas que se imponían eran superiores a las posibilidades económicas de los encausados y ni siquiera se podían cubrir con el embargo de todos sus bienes. La sanción definitiva era establecida por el general jefe de la División correspondiente, que en ocasiones aumentaba la cantidad propuesta por la Comisión Provincial. Contra esta decisión no se podía interponer ningún recurso.

## Contenido
La norma enumeraba actos y omisiones que daban lugar a la exigencia de «responsabilidades políticas» contra quienes hubieran colaborado con el bando republicano desde el 18 de julio de 1936; también se extiende la responsabilidad al periodo que comprende desde la Revolución de Asturias de 1934, sancionando a quienes la habían favorecido. Tales actos generadores de responsabilidad política se enumeraban con la amplitud necesaria para que resultasen comprendidas todas las actuaciones que, a juicio del franquismo, eran merecedoras de castigo.
Cabe indicar que la propia denominación de la norma, al insistir en las responsabilidades políticas, no restringía las sanciones a quienes hubieran participado en luchas armadas, sino que los castigos se extendían a cualquier individuo que hubiera prestado su apoyo al bando republicano o a los rebeldes izquierdistas de 1934, incluso sin participar en hechos de armas.

### Preámbulo
El preámbulo de la Ley decía:

Próxima la total liberación de España, el Gobierno, consciente de los deberes que le incumben respecto de la reconstrucción espiritual y material de nuestra Patria, considera llegado el momento de dictar una Ley de Responsabilidades Políticas, que sirva para liquidar las culpas de este orden contraídas por quienes contribuyeron con actos u omisiones graves a forjar la subversión roja... [y que] permita que los españoles que en apretado haz han salvado a nuestro país y nuestra civilización y aquellos otros que borren sus yerros pasados mediante el cumplimiento de sanciones justas y la firme voluntad de no volver a extraviarse, puedan vivir juntos dentro de una España grande.

### Disposiciones
La ley consideraba dos períodos «subversivos». El primero transcurre desde el 1 de octubre de 1934, cuando se crea o agrava la «subversión». El segundo desde el 18 de julio de 1936, al oponerse al bando sublevado con actos concretos o pasividad grave. 
El primer periodo fue incluido con el fin de asegurar la represión política contra todos los partidos del Frente Popular que apoyaron la Revolución de Asturias de 1934, lo cual suponía establecer castigos y penas para todos los militantes y simpatizantes de la izquierda española desde el 1 de octubre de 1934, con carácter retroactivo. El segundo periodo extendía la culpabilidad (o responsabilidad política) contra todos los españoles que hubieran servido a la República de alguna manera durante la Guerra Civil, sin distinción de jerarquías, aunque evidentemente la responsabilidad política reconocía severos agravantes para quienes hubieran asumido mayor grado de compromiso y apoyo con el bando republicano, ya sea por ejercer altos cargos civiles o militares, o por integrarse voluntariamente al servicio de la República durante la guerra. La retroactividad de las penas era un elemento característico de esta norma, que terminaba criminalizando así, en la práctica, a casi todos los simpatizantes del bando republicano que no pudieron huir al exilio.
La Ley de Responsabilidades Políticas establecía sanciones y penas de distintos tipos:

Artículo 8.-—Las sanciones que se podrán imponer con arreglo a esta Ley a las personas incursas en responsabilidad política son las comprendidas en los grupos siguientes: 

Grupo I.—(Restrictivas de la actividad).— Inhabilitación absoluta. Inhabilitación especial.
Grupo II.—(Limitativas de la libertad de residencia).—Extrañamiento. Relegación a nuestras Posesiones africanas. Confinamiento. Destierro.

Grupo III.—(Económicas).—Pérdida total de los bienes. Pago de cantidad fija. Pérdida de bienes determinados.

El artículo 9 permitía a los tribunales, en casos «especiales», elevar al Consejo de Ministros la propuesta de pérdida de la nacionalidad española del acusado. Eran susceptibles de contraer responsabilidades los mayores de 15 años de edad, personas discapacitadas o con algún tipo de enajenación mental e incluso quienes ya hubieran fallecido; en este último caso, eran sus herederos los obligados a responder del pago de la sanción económica que le fuera impuesta.
Las responsabilidades políticas a que se refería esta ley prescribían a los quince años desde su publicación. Las sanciones de los grupos I y II prescribían igualmente a los quince años desde que se dictara las sentencia, no así las penas económicas, que eran imprescriptibles.

## Aplicación
La finalidad de la ley era perseguir a los que «contribuyeron a crear o agravar la subversión» y a los que después del 18 de julio «se opusieran al Movimiento Nacional». Para ello la ley creó un Tribunal Nacional de Responsabilidades Políticas, compuesto por dos militares, dos miembros del partido único FET y de las JONS y dos magistrados. A lo largo de su existencia ―la ley estuvo vigente hasta el 10 de noviembre de 1966― investigó a cerca de 400 000 personas, la mitad de las cuales fueron procesadas, en su mayoría entre la constitución del Tribunal y el 1 de octubre de 1941, periodo en el que fueron incoados 229 549 expedientes —el 1 de agosto de 1939 todos los ayuntamientos de España habían recibido la orden de enviar a los respectivos Tribunales Territoriales de Responsabilidades Políticas listas con los nombres de «los presuntos sujetos sujetos a responsabilidades políticas»—. Cerca de 200 000 personas fueron sancionadas (multas, incautaciones de propiedades, inhabilitaciones profesionales, destierros, etc.) y se aplicó especialmente contra destacados políticos republicanos exiliados (Juan Negrín, Álvaro de Albornoz, José Giral, Niceto Alcalá Zamora o Claudio Sánchez Albornoz, entre otros muchos) e incluso contra algunos que ya habían fallecido, como el presidente de la República Manuel Azaña o el expresidente de las Cortes republicanas Julián Besteiro. Fueron sancionados con la incautación de sus propiedades como «reparación moral a la Patria».
Antes de dar por concluida una investigación, se debían recibir los correspondientes informes de las fuerzas policiales, la Falange, el alcalde y hasta el párroco local; este último podía acusar a alguien de "izquierdista" por cualquier motivo, como no considerarlo un buen feligrés. En teoría, el tiempo máximo de resolución de los expedientes era de un mes, plazo sistemáticamente incumplido por la avalancha de procedimientos abiertos, la lentitud del sistema y la falta de medios. Concretamente un artículo de la ley establecía que el juez instructor debía recabar información sobre el acusado «al Alcalde, Jefe Local de Falange Española Tradicionalista y de las JONS, Cura Párroco y Comandante del Puesto de la Guardia Civil del pueblo en que aquel tenga su vecindad o su último domicilio».
Otra de las consecuencias de esta ley fue que, en la práctica, los bienes de todos aquellos partidos que habían quedado fuera de la ley, pasaron a propiedad del Estado. Esto supuso que muchos periódicos pertenecientes a partidos u organizaciones pasaran a control estatal y posteriormente integraran la llamada Cadena de Prensa del Movimiento, que quedó bajo control de la Delegación Nacional de Prensa y Propaganda.

## Inconsistencia jurídica
La ley violaba el principio jurídico de irretroactividad penal, ya que consideraba punibles hechos realizados antes de su promulgación (se retrotraía a octubre de 1934) y que entonces no constituían delito. Una inconsistencia jurídica mayor aún si cabe era que a «quienes habían permanecido leales al Gobierno constitucional, se les encausaba ahora por "auxilio a la rebelión"». Fue lo que el jerarca del régimen franquista Ramón Serrano Suñer llamó «justicia al revés».

## Derogación
La Ley de Responsabilidades políticas fue derogada por un decreto del Ministerio de Justicia (a cuyo frente estaba en aquel momento Eduardo Aunós) de 13 de abril de 1945 «por el que se suprime la Jurisdicción de responsabilidades políticas», publicado en el BOE el 25 de abril. En el preámbulo del decreto se justificaba la derogación porque se había cumplido «ya en su esencia la finalidad atribuida a la Jurisdicción especial sobre responsabilidades políticas derivadas de la subversión marxista,... hasta el extremo de no haberse producido ante dicha Jurisdicción en el transcurso de más de un año denuncia alguna, ni oficial ni particularmente» por lo que «es aconsejable  dictar las disposiciones necesarias que consagren la definitiva liquidación de este problema». En el artículo primero se declaraba «caducada la vigencia de las Leyes de nueve de febrero de mil novecientos treinta y nueve y diecinueve de febrero de mil novecientos cuarenta y dos en cuanto se refiere a la incoación de nuevos procedimientos de responsabilidades políticas, y por consecuencia, a partir de esta fecha, dejarán de tramitarse las denuncias que sobre tal materia se presenten oficial o particularmente». En el artículo segundo, se suprimían «los Tribunales especiales que conocen de la materia, pudiendo constituir una Comisión liquidadora que proceda a la extinción definitiva de esta especial Jurisdicción, competiéndole la administración de los recursos adscritos a los primitivos Tribunales por ministerio de la Ley». El artículo tercero establecía que «las responsabilidades civiles nacidas de delito serán en adelante exigidas y sustanciadas por los Tribunales ordinarios».
El fondo documental producido por el Tribunal Nacional de Responsabilidades Políticas de 1939 a 1945 se compone de 1156 cajas y se conserva en el Centro Documental de la Memoria Histórica sito en la ciudad de Salamanca.